# Hạ Vương Phong
Hạ Vương Phong (chữ Hán: 夏王豐), không rõ năm sinh năm mất, là phi tần của Lương Nguyên Đế và là Hoàng thái hậu dưới triều Lương Kính Đế thời kì Nam Bắc triều trong lịch sử Trung Quốc.

## Tiểu sử
Hạ Vương Phong nguyên quán ở Cối Kê, dọc bờ biển phía nam vịnh Hàng Châu. Khoảng thời điểm nào đó từ năm 520 đến năm 527, Hạ Dương Phong trở thành thiếp thất của Tương Đông vương Tiêu Dịch, con trai thứ 7 của Lương Vũ Đế Tiêu Diễn, chính thất lúc đó là Từ Chiêu Bội.
Năm 544, bà hạ sinh con trai thư 9 của Tương Đông vương là Tiêu Phương Trí, được phong là Hưng Lương hầu khi mới 5 tuổi.
Tháng 11 âm lịch năm 552, Tiêu Dịch xưng đế, tức Lương Nguyên Đế. Nguyên Đế phong cho con trai bà Tiêu Phương Trí làm Tấn An vương (晉安王), còn bà trở thành Tấn An vương Quốc Thái phi (晉安王國太妃).
Vào mùa đông năm 554, kinh đô Giang Lăng thất thủ trước quân Tây Ngụy. Lương Nguyên Đế bị bắt giữ rồi bị hành quyết vào khoảng tết năm 555, toàn bộ các huynh đệ còn sống sót của Tiêu Phương Trí cũng bị giết. Vào mùa thu, tướng Trần Bá Tiên buộc Lương Mẫn Đế thoái vị, đưa Tiêu Phương Trí lên ngôi, tức Lương Kính Đế. Kính Đế tôn mẫu thân Hạ thái phi làm Hoàng thái hậu. Tuy nhiên, quyền lực thực tế nằm trong tay Trần Bá Tiên.
Vào mùa đông năm 557, Trần Bá Tiên buộc Kính Đế phải thiện nhượng cho mình, lập ra Triều đại nhà Trần, trở thành Trần Vũ Đế. Trần Vũ Đế phong cho Tiêu Phương Trí làm Giang Âm vương (江陰王), Hạ Dương Phong trở thành Giang Âm vương thái phi.
Tuy nhiên, vào mùa hè năm 558, Trần Vũ Đế đã phái sát thủ đi giết chết cựu hoàng đế. Từ đó không còn ghi chép lịch sử nào về Hạ Vương Phong.